# Теорија култивације
Теорија култивације је социолошки и комуникациони оквир дизајниран да разоткрије трајне утицаје медијске потрошње, са примарним фокусом на телевизију. У својој основи, теорија поставља убједљиву хипотезу: појединци који улажу више времена у гледање телевизије склони су да перципирају стварни свијет кроз сочиво усклађено са преовлађујућим приказима у телевизијским порукама. Ова теорија сматра да је телевизија преузела улогу коју су породица, школе и цркве раније играле у друштву, што је функција инкултурације. 

## Развој теорије
Теорију култивације је основао Џорџ Гербнер. Развијен је да тражи утицај који телевизијски медији могу имати на гледаоце. У каснијим годинама, Гербнерово истраживање проширио је и развио амерички сценариста Лари Грос.  Гербнер је 1973. формулисао своју парадигму за масовну комуникацију која је укључивала три врсте анализе. Први тип анализе је анализа система порука. Анализа система порука има за циљ да идентификује садржај образаца порука на телевизији и медијима. Ово укључује фокус на пол, расу и етничку припадност у вези са темама, као што је насиље. Други тип анализе је анализа култивације која се дефинише као лонгитудинална истраживања мишљења људи о одређеним темама, при чему су кључна варијабла нивои медијске рецепције као што је гледаност телевизије. Већина истраживања у оквиру теорије култивације укључује анализу култивације.Трећи тип анализе је анализа институционалних процеса, која сагледава које институције подржавају и дистрибуирају садржај у медијима. Ове три анализе су познате као теорија култивације. 